# توماس إي. كيني
توماس إي. كيني هو سياسي أمريكي، ولد في 1906، وتوفي في 9 سبتمبر 1996. نشط حزبياً في الحزب الديمقراطي. وقد انتخب عضو مجلس ولاية إلينوي ‏.